# 陈保华
陈保华（1962年—），浙江临海人，汉族，本科学历，高级工程师。1989年1月开始创建临海市汛桥合成化工厂，并先后担任临海市华海合成化工厂厂长，浙江华海医药化工有限公司、浙江华海药业有限公司、浙江华海药业集团有限公司总经理。现任浙江华海药业股份有限公司董事长、浙江省商会副会长，中华人民共和国政治人物、第十二届全国人民代表大会浙江地区代表。
毕业于浙江工业大学分析化学专业，加入中国共产党。2013年，被选为全国人大代表。2018年2月24日，当选为第十三届全国人大代表。